# 季什基夫齊
48°42′1″N 25°21′50″E / 48.70028°N 25.36389°E
季什基夫齊（烏克蘭語：Тишківці），是烏克蘭的村落，位於該國西部伊萬諾-弗蘭科夫斯克州，由科洛梅亚区負責管轄，始建於1448年，面積31.7平方公里，2001年人口1,582，人口密度每平方公里49.9人。